# Wargame (jeu vidéo)
Pour les articles homonymes, voir Wargame.
Un wargame est un genre de jeu vidéo inspiré des jeux de guerre sur table, joués avec des figurines ou des pions en carton sur un terrain artificiel. Le sujet de ce type de jeu est la guerre et son gameplay se focalise sur des compétences intellectuelles, la stratégie et la tactique, plutôt que sur la vitesse de réaction et la dextérité. Les jeux de guerre sur ordinateurs proposent généralement une représentation, en deux ou en trois dimensions, du champ de bataille. Le support de prédilection des jeux vidéo de type wargame est généralement l'ordinateur plutôt que les consoles de jeux vidéo. Leur système de jeu est en effet plus  adapté à l’utilisation de la souris qu’à celle d’une manette et, historiquement, le support de prédilection des jeux dits « intellectuels » a longtemps été l’ordinateur.
Les premiers exemples de wargame sur ordinateur sont les simulations de combat développés par l’armée des États-Unis dans les années 1950 et 1960. Ces programmes ne sont cependant pas destinés au divertissement et il faut attendre les années 1970 et la généralisation des ordinateurs centraux pour voir apparaitre les premiers jeux de ce type destinés au loisirs, avec notamment Empire, créé par Walter Bright en 1976. Le genre se démocratise avec l'arrivée, en 1977, des premiers modèles de micro-ordinateurs à usage du grand public : l’Apple II, le TRS-80 et le Commodore PET. En 1978, Chris Crawford programme ainsi sur Commodore PET le premier wargame sur micro-ordinateur à être commercialisé, Tanktics, et à la fin de l’année, Jon Freeman et Jim Connelley fondent Automated Simulation pour publier le jeu de stratégie Starfleet Orion. C'est cependant Strategic Simulations et son premier wargame, Computer Bismarck, qui lance véritablement le genre d'un point de vue commercial en 1980. L'année suivante, la société publie plusieurs jeux de guerre dont Computer Ambush, Computer Napoleonic, Computer Conflict et Computer Air Combat qui lui permettent d'atteindre un chiffre d'affaires de 317 000 $ en 1980, puis de 897 000 $ en 1981. Strategic Simulations s'impose ainsi rapidement comme le leader du secteur, malgré la concurrence d’un des principaux éditeurs de jeux de guerre, Avalon Hill.

## Définition

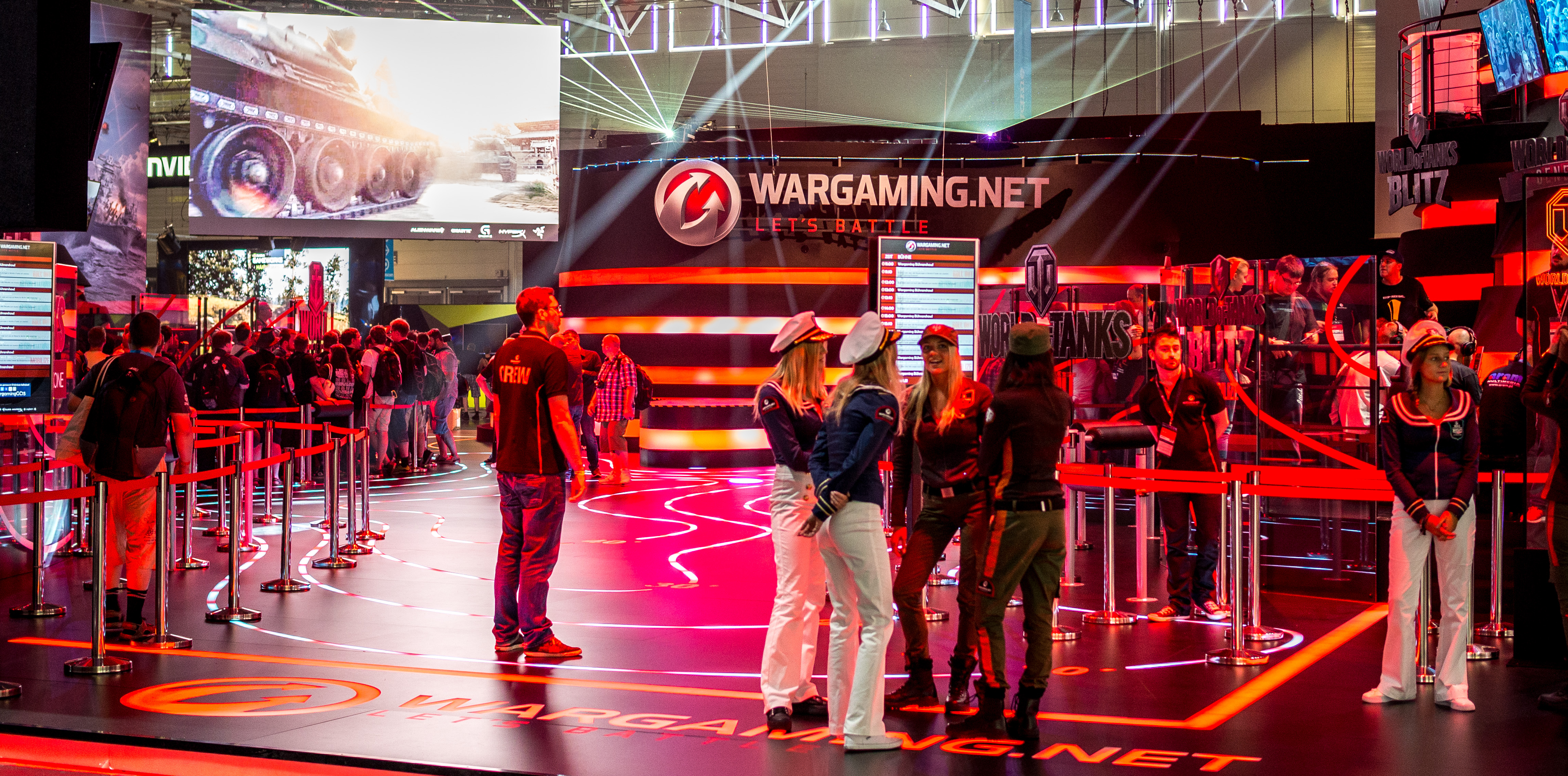
Un stand de wargaming à la Gamescom 2015

Un wargame sur ordinateur est un genre de jeu vidéo inspiré des jeux de guerre sur table qui combinent généralement une carte, des pièces de jeu représentant des personnages ou des unités militaires et une série de règles qui explique ce que les joueurs peuvent faire ou ne pas faire avec ces dernières,. L’objet d’un wargame, qu’il soit historique ou non, est de permettre au joueur de recréer un évènement spécifique et d’en modifier le cours. Pour être un wargame, un jeu doit être réaliste. Dans certains cas, ils sont même tellement réalistes qu’ils sont utilisés dans un contexte professionnel, notamment dans l’armée mais aussi en économie ou dans l’éducation. Le gameplay d’un wargame se focalise sur des compétences intellectuelles, la stratégie et la tactique, plutôt que sur la vitesse de réaction et la dextérité. Les jeux vidéo de type wargames sont généralement destinés aux ordinateurs, plutôt qu’aux consoles de jeux vidéo. Leurs mécanismes de jeu sont en effet plus adaptés à l’utilisation de la souris qu’à celle d’une manette et, historiquement, l’ordinateur a longtemps été le support de prédilection des jeux vidéo dits « intellectuels ».
La définition du genre fait l’objet de débat et à évoluer depuis l’apparition des premiers wargames sur ordinateur. Ainsi, les simulations sur le thème de la guerre, comme les simulateurs de combat aérien, de sous-marins ou de chars de combat ont dans un premier temps été catégorisés comme des wargames par les distributeurs de jeu vidéo qui estiment notamment que les deux genres sont susceptibles d’attirer le même type de joueur. Avec l’augmentation de la puissance des ordinateurs, ces simulateurs se perfectionnent et s’imposent ainsi comme des genres à part entière, qui se distinguent clairement des wargames. De la même manière, certains des premiers jeux de stratégie au tour par tour ou 4X, ont été catégorisés comme des wargames car ils s’inspirent également des jeux de plateau et partagent donc avec les wargames certains mécanismes de jeu. Les sources plus récentes distinguent cependant clairement les jeux de stratégie au tour par tour, dans lesquels la gestion des ressources et de l’économie occupe une place importantes, des wargames, qui se focalisent principalement sur les combats. Les jeux de stratégie en temps réel sont également souvent désigné comme des wargames car ils se focalisent eux aussi sur la stratégie militaire. Pour Neal Roger Tringham, ces derniers combinent cependant des éléments d’autres types de jeux, comme les 4X, et ne peuvent donc pas être réduit à de simples wargames stratégiques en temps réel. De plus, James F. Dunnigan considèrent que, s’ils sont réaliste dans leur manière de simuler les combats tactiques, ils ne le sont pas au niveau opérationnel et stratégique et ne peuvent donc pas être considéré comme des wargames au sens traditionnel du terme. De manière générale, ces jeux sont donc catégorisés comme des jeux de stratégie en temps réel et non comme des wargames,.

## Caractéristiques
Les wargames peuvent simuler les conflits sous différents angles. Ils se distinguent ainsi d’abord par le théâtre du conflit, qu’il soit terrestre, naval ou aérien. Ils se distinguent également par l’échelle de l’affrontement, qui peut se dérouler au niveau tactique, opérationnel ou stratégique. Ils se distinguent enfin par la période (historique ou non) à laquelle se déroule le conflit, les éléments clés d’un wargame pouvant varier suivant que celui-ci se déroule à l’Antiquité, pendant les guerres napoléoniennes ou pendant la Seconde Guerre mondiale.

### Thèmes
La plupart des wargames sur ordinateur ont pour thème la Seconde Guerre mondiale ou des conflits de l’époque moderne et les autres périodes historiques sont globalement sous-représentées. D’après le concepteur Ed Bever, les jeux de guerre doivent ainsi se limiter à trois périodes historiques en dehors du XXe siècle – la Guerre de Sécession, les Guerres napoléoniennes et l’Empire romain – pour obtenir de bons résultats commerciaux. De nombreux wargames proposent néanmoins des thèmes différents mais certaines périodes restent complètement oubliées, comme la guerre de Trente Ans ou les guerres de l’Egypte antique impliquant des chars. 

### Échelle
L’échelle d’un wargame se traduit par celle des cases qui composent sa carte et des unités qu’il contrôle ainsi que par la durée que représente chaque tour de jeu. Pour un wargame qui simule des combats terrestres, et dans une moindre mesure pour les combats navals ou aériens, on distingue traditionnellement trois niveaux d’échelle : tactique, opérationnel et stratégique. Le niveau tactique permet au joueur de contrôler des petits groupes d’unités, représentant entre un soldat et une compagnie (soit une centaine de soldats). Les cases de la carte représentent entre quelques mètres et quelques centaines de mètres et chaque tour correspond à une durée pouvant aller de quelques secondes à quelques heures. Le niveau opérationnel permet au joueur de contrôler des unités d’une taille comprise entre le bataillon et la division, ou un groupe de navires ou d’avions. Ce niveau couvre des jeux ou la tactique (la manœuvre précise des unités) reste plus importante que la stratégie (l’allocation des ressources à une échelle globale). Le niveau stratégique permet au joueur de contrôler plusieurs armées, voir une nation entière dont il peut avoir à gérer les aspects économiques et politiques en plus de celui militaire. Les cases de la cartes représentent généralement des dizaines, voire des centaines, de kilomètre et un tour de jeu représente plusieurs semaines ou mois,. Plus généralement, on ne distingue cependant que deux niveaux d’échelles dans le domaine des jeux vidéo : les wargames tactiques, qui simule une bataille individuelle impliquant de petites formations, et les wargames stratégiques dans lesquels le joueur gère l’ensemble d’une campagne militaire, incluant les déplacements et la disposition des troupes. D’après Neal Roger Tringham, si les premiers correspondent en effet à leurs équivalents sur table, ceux qu’on désigne généralement comme des wargames stratégiques correspondent plutôt aux jeux de guerre sur table se déroulant au niveau opérationnel.

## Historique

### Genèse

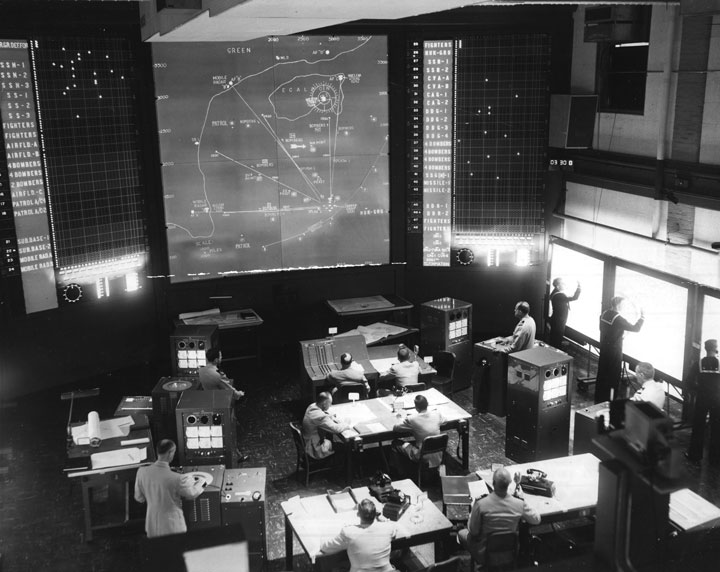
Un des premiers wargame de l'histoire en 1958 au sein de la Navy

Les premiers exemples de wargame sur ordinateur sont les simulations de combat développés par l’armée des États-Unis dans les années 1950 et 1960. Dans Theaterspiel, développé par Research Analysis Corporation en 1961, deux joueurs s’affrontent dans un contexte stratégique en utilisant des modèles représentant des conflits potentiels. Ces programmes ne sont cependant pas destinés au divertissement. 
Dans les années soixante, une première génération de fan de jeu de guerre arrive à l’université ou à l’armée et entre ainsi en contact avec les premiers ordinateurs centraux. Ces derniers restent à l’époque des machines extrêmement cher, destinées à l’usage de la recherche plutôt qu’à un usage personnel, et les premiers wargames sur ordinateurs ne sont donc pas à usage commercial. Dès 1967, le journal interne d’Avalon Hill, The General, sollicite des volontaires pour travailler sur les installations informatiques de la base militaire de Fort Benning en Géorgie afin de développer des wargames sur ordinateurs à usage militaire. Fin 1970, dans ce même journal, Rick Loomis tourne la page de cette aventure en annonçant l’inauguration d’un « âge du jeu de guerre sur ordinateur ». Il fonde alors la société Flying Buffalo et lance une série de wargame par correspondance qui débute avec Nuclear Destruction en 1970 et inclut notamment Starweb en 1976. Dans ces derniers, les joueurs envoi à Loomis leurs instructions dans un format spécifique. Celles-ci sont imputées sur un ordinateur Raytheon 704 qui imprime les résultats individuels à renvoyer à chaque participant. L’ordinateur lui permet ainsi de gérer les systèmes, de plus en plus complexe, des wargames de l’époque. Ce système est cependant loin de permettre à des joueurs de s’affronter directement par ordinateur sans interventions humaines. Au cours des années 1970, plusieurs wargames textuels et simulations de duels d’artillerie sont développés sur des ordinateurs centraux et distribués gratuitement. C’est notamment le cas de Super Star Trek, développé en 1975 par David Matuszek et Paul Reynolds, puis du jeu de stratégie Empire, programmé par Walter Bright en Fortran 10 en 1976, qui permet aux joueurs de s'affronter à distance par l'intermédiaire du réseau PLATO,. Au milieu de la décennie commence ainsi à émerger l’idée de wargames entièrement géré par l’ordinateur et sans intervention d’un humain. 

### Démocratisation

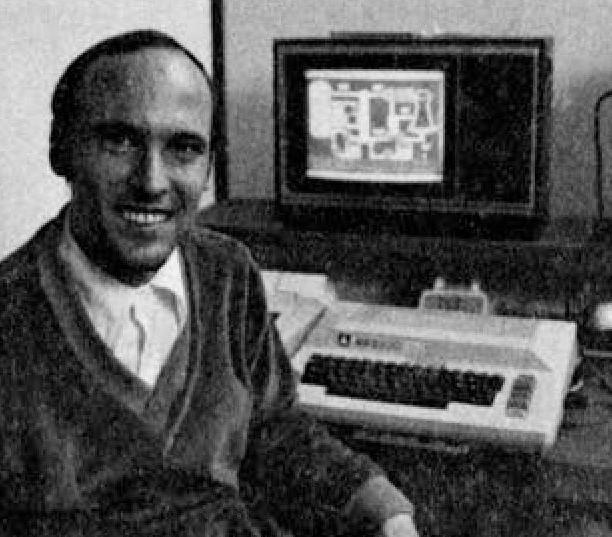
Chris Crawford a été le premier à commercialiser un wargame sur microordinateur

Les jeux de plateau connaissent leur heure de gloire dans les années 1970. Le magazine Strategy & Tactics estime ainsi qu’à l’époque, le genre attire plus de 100 000 passionnés, ce qui pousse de nombreuses entreprises à investir sur ce marché. Des centaines de nouveaux jeux de plateau sont ainsi publiés, le genre se diversifie et les jeux deviennent plus complexes et plus détaillés. En 1977, les premiers modèles de micro-ordinateurs à usage du grand public, l’Apple II, le TRS-80 et le Commodore PET, entre sur le marché, ce qui promet l’arrivée de wargames sur ordinateur. Les premières études de marché réalisées sur ce sujet montrent alors un recoupement entre la population fan de jeux de guerre et celle des possesseurs de micro-ordinateurs, c’est-à-dire que les fans de jeux de guerre sont susceptibles d’acheter un ordinateur. Les ordinateurs apparaît en plus comme un support adapté aux jeux de guerre grâce à leurs capacités à gérer la myriade de paramètres des jeux les plus complexes tout en offrant de nouvelles possibilité comme celle de caché des informations aux joueurs, par exemple sur les mouvements, ou de permettre à un joueur d’être géré par l’ordinateur. C’est dans ce contexte favorable que Chris Crawford programme sur Commodore PET le premier wargame sur micro-ordinateur à être commercialisé, Tanktics, dont la première copie est acquise par Bill Henson le 30 décembre 1978. Ce premier wargame sur ordinateur ne propose pas de graphismes. L’interface entre le joueur et l’ordinateur se fait par l’intermédiaire de lignes de commande qui se réfère à une carte imprimée fournie avec le jeu. L’absence de graphismes permet cependant à Crawford de se concentrer sur d’autres problèmes inhérents aux jeux de guerre sur ordinateur : le masquage des déplacements, le calcul de la ligne de vue et l’intelligence artificielle. Fin 1978, Jon Freeman et Jim Connelley fondent Automated Simulation et publie, juste avant noël, leur premier jeu, Starfleet Orion, un jeu de stratégie dans lequel deux joueurs s'affrontent dans un univers de science-fiction,. L’année suivante, le studio en publie une suite, Invasion Orion, destiné à pallier un des problèmes récurrents des fans de jeux de guerre : l’absence d’un adversaire. Le jeu inclut en effet une intelligence artificielle rudimentaire permettant de jouer seul contre l’ordinateur, argument qui est mis en avant dans la promotion du jeu avec la phrase « votre adversaire est inclus dans le jeu ». À la même époque, Joel Billings travaille avec John Lyon sur Computer Bismarck sur Apple II. En février 1980, Strategic Simulations (le studio fondé par Joel Billings) réalise ses deux premières ventes : Deux copies à la boutique Hobby de San Antonio et cinquante copies au Computerland de Los Altos,. Cela marque une différence clé entre Tanktics et Computer Bismarck. Programmé sur Apple II, ce dernier est en effet conçu pour être produit et vendu en quantité. L’Apple II a en effet de nombreux avantages par rapport au Commodore PET, dont notamment son écran de 278x192 proposants 8 couleurs. Cela permet à Strategic Simulations  d’inclure dans le jeu une représentation graphique de la carte en quatre couleurs. Computer Bismarck est de plus vendu avec un manuel de bonne qualité, dans la veine de ceux généralement proposé pour un jeu de plateau.

### Années 1980
La qualité du packaging du jeu permet à Strategic Simulations de rapidement s'imposer comme un éditeur sérieux. Joel reçoit ainsi de nombreuses propositions de la part de programmeurs fans de jeux de guerre qui souhaitent faire publier leurs créations par sa société. Dès 1980, la société peut ainsi publier plusieurs wargames dont Computer Ambush, Computer Napoleonic, Computer Conflict et Computer Air Combat. Le chiffre d’affaires du studio atteint ainsi 317 000 $ en 1980, puis grimpe à 897 000 $ l’année suivante, ce qui en fait sans doute le principal éditeur de jeu de guerre (sur table ou sur ordinateur) de l’époque. Au cours de ses trois premières années d’existence, Strategic Simulations publie au total 28 jeux différents, principalement des wargames développés par des programmeurs indépendants, ce qui lui permet de s'installer comme le leader du marché de niche des jeux vidéo de guerre, malgré la concurrence d’un des principaux éditeurs dans le genre, Avalon Hill,. Environ six mois après la sortie de Computer Bismark, Avalon Hill lance sa propre gamme de wargames sur ordinateur avec des jeux comme North Atlantic Convoy Raider et Midway Campaign. L'éditeur adapte également certains classiques de ses jeux de plateau, qu’ils publient sous leur titre original affublé du préfixe Computer, comme Computer Diplomacy, Computer Football Strategy ou Computer Circus Maximus. En 1980, la société publie également une nouvelle édition de leur jeu de plateau, Bismarck. Les deux sociétés sont alors en concurrence direct sur le marché des wargames sur ordinateurs et en 1983, Avalon Hill attaque SSI en justice pour avoir copié les mécanismes de ses jeux de guerre dans, entre autres, Computer Bismarck. Un arrangement est cependant trouvé en 1984, Strategic Simulations acceptant de céder 30 000 $ et 5 % de royalties sur les futures ventes des jeux incriminé. Malgré cette affaire et malgré la force d’attraction de son nom auprès des wargamers, Avalon Hill ne parvient pas à rattraper l’avance prise par Strategic Simulations, que ce soit en termes de vente ou de reconnaissance des joueurs. Les premiers jeux publiés par l’éditeur sont en effet desservi par l’absence de graphismes mais aussi par le manque d’imagination des programmeurs d’Avalon Hill qui rend leurs jeux « très simple » en comparaison de ceux de leur concurrent. La société est également désavantagée par le simple fait d’être arrivé sur le marché en seconde position et que celui-ci est alors déjà largement occupé par Strategic Simulations. 
Bien que Strategic Simulations s'impose rapidement comme le leader du marché, il n'est pas en situation de monopole et d'autres développeurs et éditeurs connaissent un certain succès dans le domaine du wargame. Après  avoir publié Tanktics puis Legionnaire, Chris Crawford est embauché par Atari où il va notamment travailler sur un nouveau projet de wargame basé sur la technologie du scrolling. Après avoir proposé le projet à Strategic Simulations, qui ne se montre pas intéressé, il poursuit le développement seul et le fait publier par Atari Program Exchange en 1981. Baptisé Eastern Front, celui-ci se vend à plus de 60 000 exemplaires, ce qui en fait le plus gros succès du genre à l'époque,.
Après avoir fait publier plusieurs de ses wargames par Strategic Simulations, Roger Keating s’associe avec Ian Trout en 1982 pour fonder le studio Strategic Studies Group . Leurs deux premiers jeux, Reach for the Stars (1983) et Carriers at War (1984) rencontrent un important succès commercial, avec chacun plus de 60 000 exemplaires vendus, ce qui permet à la société de se développer.  Elle s’impose ensuite comme un éditeur prolifique, notamment connu pour son système Battlefront, créé pour le jeu Battlefront (1987) et ensuite réutilisé dans de nombreux wargames historique dont Rommel: Battles for North Africa (1988) ou Decisives Battle of the American War (1988) et ses suites,. Bien que leurs jeux continuent d’utiliser un système de cases hexagonales, leur système de jeu est bien plus fluide et chacun de leurs titres est accompagné d’une bonne documentation. Certains de leurs titres ont également l’avantage de proposer un éditeur de mission qui permet d’augmenter sensiblement la durée de vie de leurs produits. Un de leurs meilleurs wargame est sans doute Warlords (1989) qui combine un univers médiéval-fantastique avec de bon graphismes et une bonne interface graphique. La période médiévale est rarement couverte par ce type de jeu et sa dimension fantastique apporte une dimension supplémentaire en matière d’unités.

### Une évolution portée par la technologie
L'évolution des wargames sur ordinateurs est portée principalement par les évolutions technologiques de la plateforme. À intervalles réguliers arrive ainsi une nouvelle génération d'ordinateurs sur lesquels faire fonctionner des wargames et ces derniers sont alors recyclés dans de nouvelles versions qui tirent avantage de cette nouvelle technologie. Dans les années 1980, la puissance des ordinateurs est limitée et ils ne peuvent afficher que des graphismes primitifs. Les premiers wargames commerciaux sont développés sur la première génération de micro-ordinateur qui apparait en 1977. Le plus apprécié est alors le TRS-80 et celui-ci a donc initialement les faveurs des développeurs de wargames. Avec plus 200 000 exemplaires en circulation en 1980, celui-ci est en effet le leader du marché et 5 % des joueurs de wargames en possèdent déjà un. La situation ne tarde cependant pas à changer, du fait notamment des limitations du TRS-80 en matière de graphismes par rapport à l'Apple II, puis au Commodore 64 à partir de 1981, et à leurs graphismes en couleur. Ces derniers deviennent alors les ordinateurs de prédilection des développeurs de wargames. L'arrivée de l'IBM PC en 1981 change peu à peu la donne. Bien qu’il arrive sur le marché avec 256 ko de mémoire et un lecteurs de disquettes de plus grande capacité, il ne constitue pas un bond technologique important par rapport à l'Apple II de 1977. Son potentiel de croissance plus important et la stratégie marketing d'IBM lui permettent cependant de peu à peu s’imposer sur le marché des ordinateurs personnels. Ainsi, alors qu’en 1984, seuls 8 % des jeux sont publiés sur IBM PC, contre 19 % sur Apple II et 51 % sur Commodore 64, sa part de marché passe à 47 % en 1988 grâce notamment à l’arrivée d’une nouvelle génération d’IBM PC, capable d'afficher des graphismes haute résolution, au milieu des années 1980. Les éditeurs constatent à l’époque que les joueurs sont prêts à payer pour des wargames tirant avantage de ces nouvelles machines. À la fin des années 1980, ils s'aperçoivent que le cœur de leur clientèle achète de nouvelles machines spécifiquement pour jouer aux derniers jeux publiés. Dans les années 1990, les éditeurs abandonnent l'approche du « plus petit dénominateur commun » dans le design des wargames et commencent à accroitre la configuration minimum des wargames qu'ils publient à un rythme annuel. En 1992, de nombreux nouveaux titres nécessitent ainsi une machine « à l'état de l'art » pour fonctionner de manière optimale. Les jeux qui bénéficient le plus de cette évolution sont les simulateurs qui mettent le joueur aux commandes d'un avion ou d'un tank. Des versions grossières de ces simulateurs sont publiées dès les débuts du wargame sur ordinateurs mais avec l'augmentation de la puissance de ces derniers, ils s'imposent comme un genre à part entière.

## Ordinateur et jeu de guerre
À partir du début des années 1980, l'ordinateur s'impose peu à peu comme le support de prédilection des wargames, au détriment de ceux sur table. Le nombre de joueurs de wargames sur ordinateur tend ainsi à augmenter alors que celui des joueurs sur table plonge. Au début des années 1990, les deux tiers des joueurs de wargames possèdent ainsi un ordinateur et les deux tiers de ces derniers ont déjà joué à un wargame sur ordinateur. Les ventes annuelles de wargames sur table s'élèvent alors à environ 400 000 unités contre plusieurs millions pour les wargames sur ordinateurs. Dans ces derniers chiffres sont inclus les simulateurs (de vol, de véhicule ou autre) mais même les ventes de wargames directement comparables à leurs alter-ego sur table se vendent à environ un million d'unités par an. Ces ventes continuent d'augmenter en même temps que la puissance des ordinateurs qui rend ces simulations encore plus impressionnantes, facile à prendre en main et attractive pour les joueurs qui n'étaient jusque-là pas intéressés par les wargames traditionnels jugés trop complexes. Malgré cette augmentation, les wargames ne représentent qu'entre 5 et 10 % des ventes de jeux sur ordinateurs, contre 30 % pour les jeux vidéo de rôle, 20 % pour les jeux d'action et 25 % pour les simulateurs.

## Genre dérivés

### Stratégie en temps réel

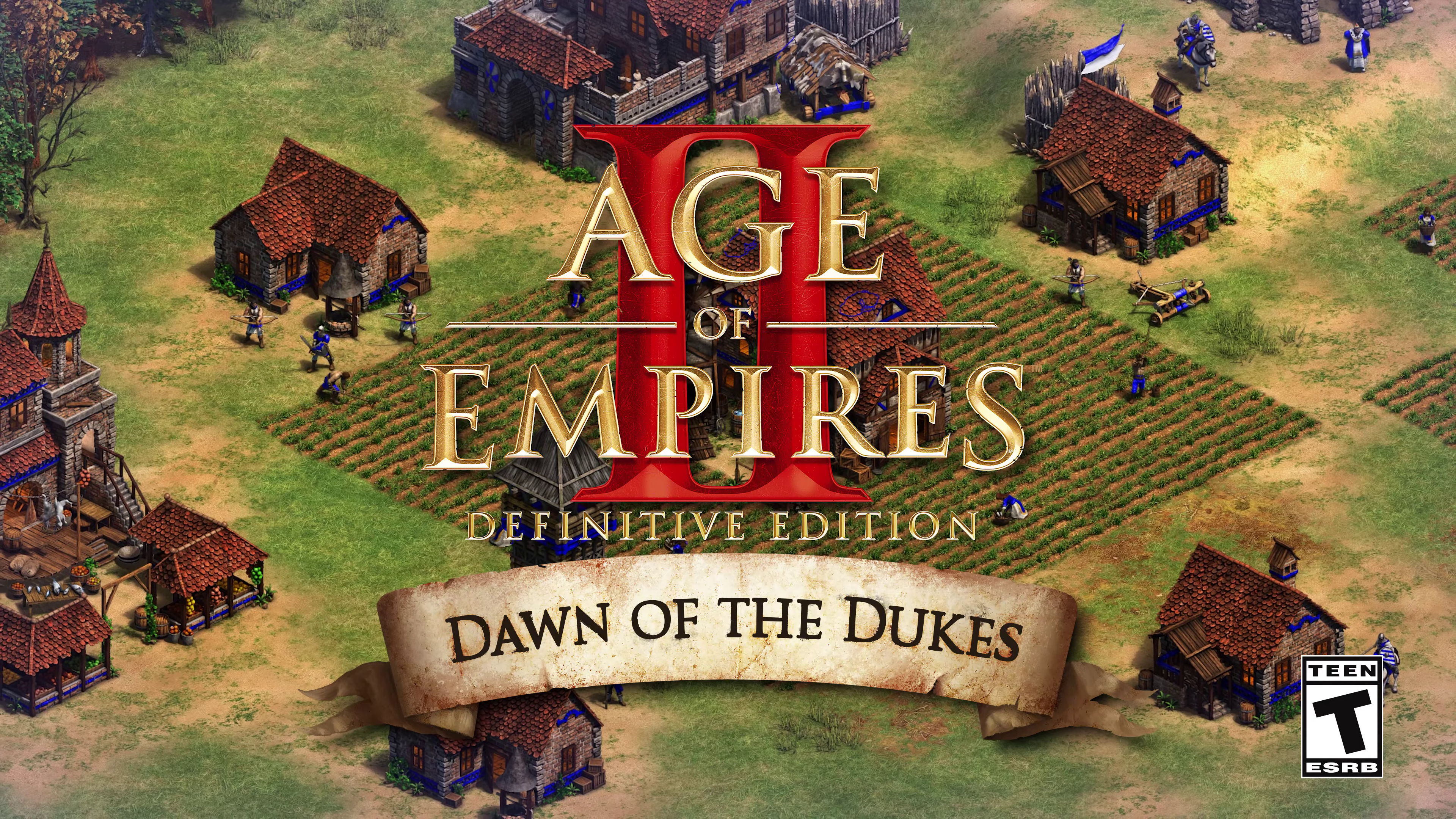
Age Of Empire II, l'un des jeux de stratégie en temps réel les plus connus

La plupart des premiers wargames sur ordinateur s’inspirent des jeux de guerre sur table et ont donc en commun de se dérouler au tour par tour, c’est-à-dire que les joueurs y jouent chacun à leur tour, généralement sans limite de temps. Les ordres des joueurs sont ensuite exécuter par l’ordinateur, alternativement ou simultanément, comme dans un jeu de guerre sur table. Avec l’évolution technologique des ordinateurs, des wargames en temps réel, dans lesquels les joueurs jouent simultanément et sans pauses, commencent à apparaitre avec par exemple Cytron Masters en 1983 ou The Ancient Art of War en 1984,,. Cette évolution va ainsi donner naissance à des wargames sur ordinateurs très différentes de leurs versions sur tables, dont les jeux de stratégie en temps réel qui sont ceux qui connaissent le plus grand succès,. Ces derniers ne sont cependant pas simplement des wargames stratégiques qui se déroulent en temps réel. Ils sont en effet caractérisés de manière précise et combinent des éléments  issus notamment des jeux 4X, des wargames et des jeux de tactiques. Ils nécessitent généralement de construire des bases, des usines et d’autres structures sur une carte afin de produire des unités et de rechercher des technologies, qui permettent de débloquer des unités plus puissantes. Ces activités nécessitent des ressources qui doivent être collectés et qui représentent généralement de l’énergie ou des matières premières. Les jeux de stratégie en temps réel connaissent un succès bien supérieur à leurs prédécesseurs et à la fin des années 1990, ils constituent une large majorité des wargames publiés. Cependant, s’ils sont considérés précis dans leur manière de simuler des opérations tactiques, ils donnent une vision très imprécise de la manière dont sont faites les choses aux niveaux opérationnel et stratégique. Ils sont donc critiqués pour leur manque de réalisme en la matière et, pour James F. Dunnigan, les considérer comme des wargames revient donc à changer la définition du genre.

### Tactical RPG
Dans les années 1980, une nouvelle forme de wargames tactiques se développent à partir des jeux vidéo de rôle sur console, notamment au Japon. Cette variante, connu sous le nom de tactical RPG, est fondamentalement un jeu de rôle sur console qui se focalise sur des combats tactiques au tour par tour qui se déroulement généralement sur une grille divisée en case carrée ou hexagonales. Contrairement aux  wargames, ce genre est quasiment exclusif aux consoles. Leur gameplay est souvent similaire à celui des jeux de rôle sur ordinateur qui se focalisent sur les combats, comme Pool of Radiance, mais ils proposent généralement un scénario plus linéaire qui est raconté au joueur par l’intermédiaire des séquences non-interactives qui séparent les missions plutôt qu’en permettant au joueur d’explorer le monde du jeu. L’un des premiers exemples de ce type de jeu est la série Fire Emblem, publié par Nintendo à partir de 1990, mais on peut également citer des jeux comme Final Fantasy Tactics (1997) ou Front Mission (1999).

## Entreprises
- Strategic Simulations
- Avalon Hill
- Simulations Canada
- Strategic Studies Group
- Personal Software Services
- Koei
- MicroProse
- Impressions Games
- Quantum Quality Productions
- Three-Sixty Pacific
- TalonSoft

## Jeux clés
- 1976 : Tanktics : Premier wargame sur ordinateur à être commercialisé.
- 1980 : Computer Bismarck : Premier jeu de Strategic Simulations et wargame commercialisé de manière professionnelle.
- 1981 : Eastern Front : Premier gros succès du genre.
- 1989 : Warlords : Premier jeu de la série Warlords.
- 1994 : Panzer General : Un des plus gros succès du genre